# Post mortem (película de 2010)
Post mortem es una película coproducción chilena-mexicana dirigida por Pablo Larraín. Protagonizada por Alfredo Castro y Antonia Zegers. Trata del amor en tiempos del régimen militar en Chile

## Sinopsis
Mario Cornejo (Alfredo Castro) es un auxiliar en la morgue (S.M.L.) y el amanuense a cargo de transcribir las autopsias que realizan los tanatólogos. En los días que rodean el Golpe de Estado en Chile de 1973 se ve envuelto en una historia de amor con una bailarina (Antonia Zegers) del Bim Bam Bum, que desaparece misteriosamente la mañana del 11 de septiembre. La búsqueda de Cornejo atravesando una ciudad sitiada y desolada lo pondrán como un testigo privilegiado de esos días, en medio de una historia de amor, muerte y traición. El personaje de Mario Cornejo está basado en una persona real.

## Elenco
.
- Alfredo Castro - Mario Cornejo

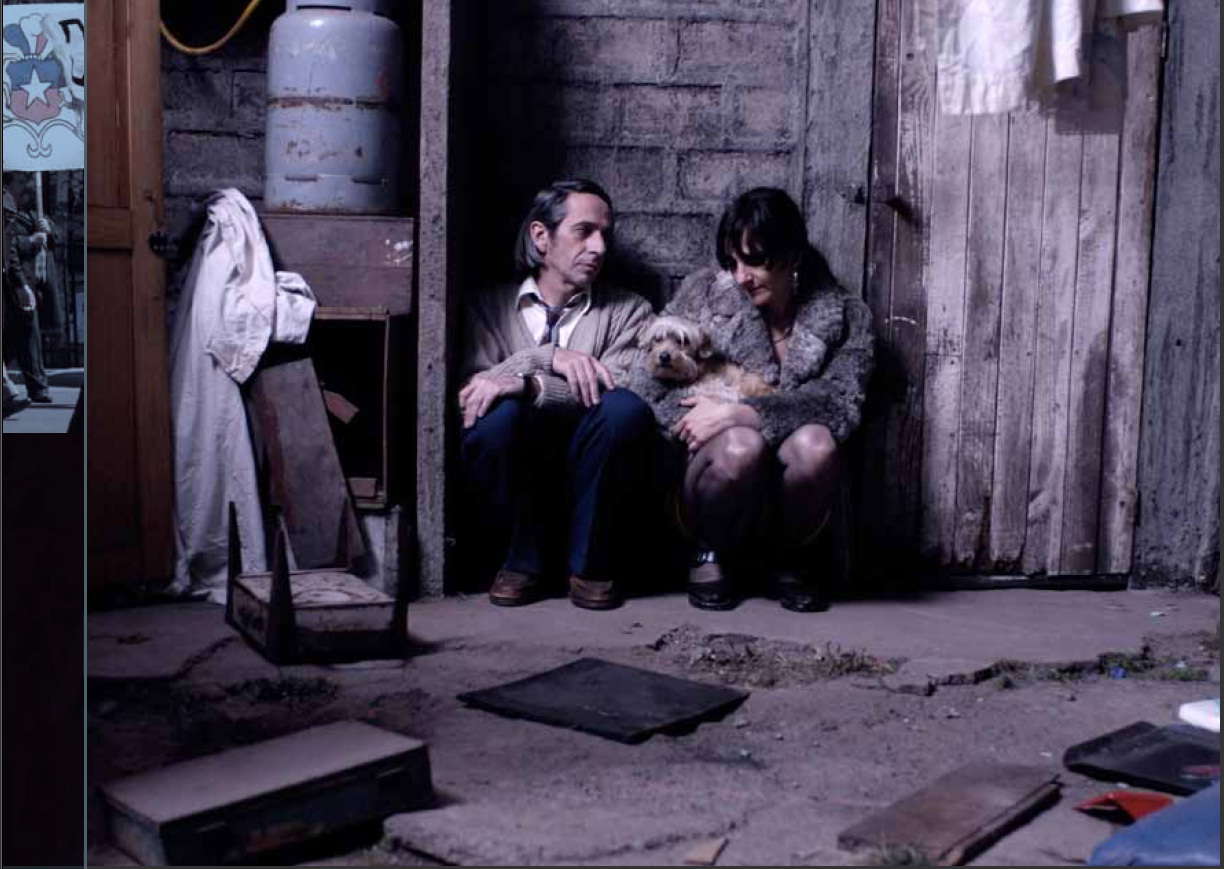
Alfredo Castro y Antonia Zegers en una escena de Post mortem

- Antonia Zegers - Nancy Puelma (bailarina del Bim Bam Bum)
- Jaime Vadell - Dr. Castillo
- Amparo Noguera - Sandra
- Marcelo Alonso - Víctor
- Marcial Tagle - Capitán Montes
- Santiago Graffigna - David Puelma
- Ernesto Malbrán - Arturo Puelma
- Aldo Parodi - Pato
- Rodrigo Pérez - Coronel
- Adriano Castillo - humorista

En la edición Blu-ray con la colaboración especial de:
- Claudia Di Girolamo - Marta (tía de Nancy)
- Luis Gnecco - Tato (esposo de Marta)

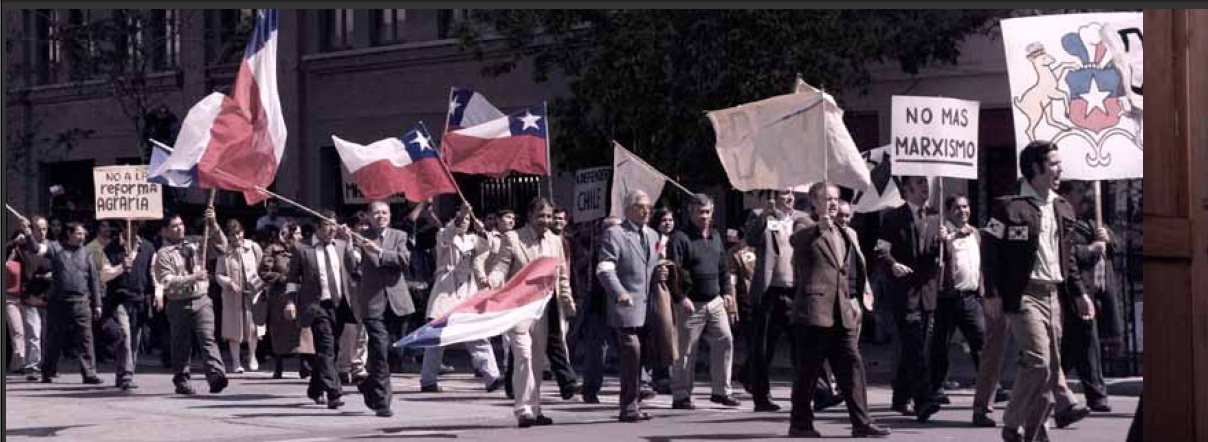
Escena de Post mortem, de Pablo Larraín, ambientada en el convulsionado Chile de 1973

- Mario Cornejo

.

## Premios
- Festival Internacional de Cine de Venecia: Selección Oficial[2]
- Festival Internacional de Cine de Antofagasta - Mejor película
- Festival Internacional de Cine de Antofagasta - Mejor actriz (Antonia Zegers)
- Festival Internacional de Cine de La Habana - Segundo Premio Coral
- Festival Internacional de Cine de La Habana - Mejor actriz (Antonia Zegers)
- Festival Internacional de Cine de La Habana - Mejor actor (Alfredo Castro)
- Festival Internacional de Cine de La Habana - Mejor guion
- Festival Internacional de Cine de La Habana - Premio FIPRESCI
- Festival Internacional de Cine de Cartagena - Mejor película
- Festival Internacional de Cine de Guadalajara - Mejor película
- Festival Internacional de Cine de Guadalajara - Mejor actor (Alfredo Castro)
- Festival Internacional de Cine de Guadalajara - Mejor fotografía (Sergio Armstrong)